# Ludowa szkoła rolnicza
Ludowa szkoła rolnicza – jednostka oświatowa mająca na celu przygotowanie zawodowe młodego rolnika do kierowania gospodarstwem rolnym.

## Powstanie ludowych szkół rolniczych
Na podstawie ustawy z 1920 r. o ludowych szkołach rolniczych powołano jednostki oświatowe skierowane do młodzieży wiejskiej. Szkoły dzieliły się na publiczne i prywatne. Szkoły publiczne utrzymywane były przez państwo, powiatowe związki komunalne lub izby rolnicze. Natomiast szkoły prywatne utrzymywane były przez stowarzyszenia, spółki lub osoby prywatne.
Zwierzchni nadzór na ludowymi szkołami rolniczymi – publicznymi i prywatnymi – należał do Ministra Rolnictwa i Dóbr Państwowych.

## Organizacja ludowych szkół rolniczych
W ustawie z 1920 r. przyjęto, że w każdym powiecie powinny powstać co najmniej dwie publiczne szkoły rolnicze – męska i żeńska. Obowiązek zakładania i utrzymywania szkół rolniczych spoczywał na powiatowych związkach komunalnych lub izbie rolniczej.
Pomoc państwa w funkcjonowaniu publicznej ludowej szkoły rolniczej polegała:
- na urządzeniu szkół i gospodarstw szkolnych, poprzez przekazanie w użytkowanie potrzebnych gruntów rolnych;
- na budowę i urządzenie publicznych ludowych szkół rolniczych państwo udzielało powiatowym związkom komunalnym lub izbom rolniczym bezzwrotnego zasiłku w wysokości 25% ogólnej sumy kosztów;
- udzielanie wsparcia w postaci długoterminowej pożyczki państwowej (z tanim oprocentowaniem – 3%) w wysokości połowy sumy kosztów budowy i urządzenia szkoły, według planu i kosztorysu zatwierdzanego przez Ministra Rolnictwa i Dóbr Państwowych.

Państwo ponosiło koszty wynagrodzenia nauczycieli publicznych ludowych szkół rolniczych według norm obowiązujących w państwowych seminariach nauczycielskich. Oprócz tego personel nauczycielski otrzymywał od właściciela szkoły bezpłatne mieszkanie, opał, światło i naturalia według norm określonych rozporządzeniem Ministra Rolnictwa i Dóbr Państwowych. Powiatowe związki komunalne lub izby rolnicze zobowiązane były do składania corocznych sprawozdań Ministerstwu Rolnictwa i Dóbr Państwowych z działalności publicznych ludowych szkół rolniczych. Minister Rolnictwa i Dóbr Państwowych mianował kierownika i nauczycieli publicznych ludowych szkół rolniczych na wniosek utrzymujących te szkoły powiatowych związków komunalnych lub izby rolniczej.

## Program nauczania
Nauczanie w publicznych ludowych szkół rolniczych trwało 11 miesięcy i obejmowało wykłady teoretyczne oraz zajęcia praktyczne w gospodarstwach prowadzonych przez szkoły. Program nauczania przygotowało Ministerstwo Rolnictwa i Dóbr Państwowych przy współudziale Ministerstwa Wyznań Religijnych i Oświecenia Publicznego. Uczniami szkół rolniczych mogli być kandydaci mający nie mniej niż 16 lat w przypadku mężczyzn i 14 lat w przypadku kobiet. Kandydaci musieli wykazać się ukończeniem powszechnej szkoły ludowej lub posiadać odpowiednie przygotowanie, którego zakres określał Minister Rolnictwa i Dóbr Państwowych.

## Zarządzanie publicznymi ludowymi szkołami rolniczymi
W celu zarządzania publicznymi ludowymi szkołami rolniczymi w powiatach tworzone były powiatowe komisje szkolne, w skład których wchodzili:
- trzej delegaci wybrani przez sejmik powiatowy;
- przedstawiciel Ministerstwa Rolnictwa i Dóbr Państwowych;
- inspektor szkolny szkół powszechnych.

Do obowiązków powiatowej komisji szkolnej należało:
- opieka i nadzór nad prawidłowym funkcjonowaniem publicznych ludowych szkół rolniczych;
- przedkładanie sejmikowi powiatowemu lub izbie rolniczej wniosków w przedmiocie potrzeb publicznych ludowych szkół rolniczych oraz sposobu użycia funduszy na ten cel przeznaczonych;
- przedkładanie sejmikowi powiatowemu lub izbie rolniczej sprawozdań ze swej działalności.

## Zarządzanie prywatnymi ludowymi szkołami rolniczymi
Pozwolenie na założenie i prowadzenie prywatnej ludowej szkoły rolniczej wydawał Minister Rolnictwa i Dóbr Państwowych. Założyciel powoływał kierownika szkoły, którego zatwierdzał Minister Rolnictwa i Dóbr Państwowych. Z kolei kierownik szkoły powoływał nauczycieli i przesyłał ich do zatwierdzenia Ministrowi Rolnictwa i Dóbr Państwowych wraz z dokumentami dotyczącymi ich kwalifikacji. Kierownik szkoły był odpowiedzialny za stronę wychowawczo-naukową, natomiast za stronę finansową oraz higieniczno-sanitarną odpowiedzialny był założyciel szkoły.